# Sphegina montana
Sphegina montana ist eine Fliege aus der Familie der Schwebfliegen (Syrphidae).

## Namensherkunft
Aufgrund der Ähnlichkeit mit einer kleinen Raubwespe der Gattung Sphex wurde von Johann Wilhelm Meigen im Jahre 1822 daraus der lateinische Gattungsname Sphegina gebildet. Der lateinische Artname montana bedeutet „Gebirge“.

## Merkmale
Dunkle Art mit einer Körperlänge von 5 bis 6 mm. Im Gegensatz zu den anderen Sphegina-Arten besitzt sie ein komplett schwarzes Gesicht sowie ein unbestäubtes schwarz schimmerndes unteres Episternum. Der Hinterleib ist keulenförmig.

## Vorkommen
Sie ist in Europa über Finnland, Deutschland, Schweiz, Liechtenstein, Österreich, Italien, Polen, der Tschechischen Republik und Rumänien verbreitet. Man trifft sie meist in der Nähe von Strömen und Schienentrassen an, im Alpenraum in alluvialem Hartholzwald (Schwemmlandebene) sowie Ufer-Eschenwald. Sie fliegen von Mai bis Juni, Weibchen sogar bis Juli.

## Lebensweise
Die Imagines fliegen meist im Halbschatten bis zu einer Höhe von 2 m über niedrig wachsende Vegetation. Sie sind Blütenbesucher an Erdbeeren, Hahnenfuß und Sumpfdotterblumen.